# 술라웨시난쟁이쿠스쿠스
술라웨시난쟁이쿠스쿠스(Strigocuscus celebensis)는 쿠스쿠스과에 속하는 유대류의 일종이다. 술라웨시섬과 인도네시아 인근 섬에서 서식한다.